# نانسي أوستين
نانسي أوستين (بالإنجليزية: Nancy Austin)‏ هي كاتِبة أمريكية، ولدت في 1950.